# Internazionali d'Italia 2009 - Qualificazioni singolare maschile
Le qualificazioni del singolare maschile degli Internazionali d'Italia 2009 sono state un torneo di tennis preliminare per accedere alla fase finale della manifestazione. I vincitori dell'ultimo turno sono entrati di diritto nel tabellone principale. In caso di ritiro di uno o più giocatori aventi diritto a questi sono subentrati i lucky loser, ossia i giocatori che hanno perso nell'ultimo turno ma che avevano una classifica più alta rispetto agli altri partecipanti che avevano comunque perso nel turno finale.
Le qualificazioni prevedevano 28 partecipanti di cui 7 sono entrati nel tabellone principale.

## Teste di serie
1. Arnaud Clément (ultimo turno)
2. Juan Mónaco (Qualificato)
3. Andreas Beck (ultimo turno)
4. Jan Hernych (Qualificato)
5. Tejmuraz Gabašvili (ultimo turno)
6. Óscar Hernández (ultimo turno)
7. Juan Carlos Ferrero (ultimo turno)

1. Evgenij Korolëv (primo turno)
2. Michail Južnyj (Qualificato)
3. Thomaz Bellucci (Qualificato)
4. Victor Crivoi (primo turno)
5. Miša Zverev (Qualificato)
6. Daniel Gimeno Traver (Qualificato)
7. Nicolás Massú (ultimo turno)

## Qualificati
1. Michail Južnyj
2. Juan Mónaco
3. Daniel Gimeno Traver
4. Jan Hernych

1. Victor Crivoi
2. Thomaz Bellucci
3. Miša Zverev

## Tabellone

### Legenda
| - Q = Qualificato - WC = Wild card - LL = Lucky loser | - ALT = Alternate - SE = Special Exempt - PR = Protected Ranking | - w/o = Walkover - r = Ritirato - d = Squalificato |

### Sezione 1
|  | Primo turno | Primo turno      | Primo turno    | Primo turno | Primo turno |  |  | Ultimo turno | Ultimo turno   | Ultimo turno   | Ultimo turno | Ultimo turno |  |
|  |             |                  |                |             |             |  |  |              |                |                |              |              |  |
|  | 1           | Arnaud Clément   | 6              | 3           | 6           |  |  |              |                |                |              |              |  |
|  |             | Adrian Mannarino | 3              | 6           | 1           |  |  | 1            | Arnaud Clément | Arnaud Clément | 3            | 3            |  |
|  | 9           | Michail Južnyj   | Michail Južnyj | 6           | 6           |  |  | 9            | Michail Južnyj | Michail Južnyj | 6            | 6            |  |
|  |             | Gianluca Naso    | Gianluca Naso  | 4           | 3           |  |  |              |                |                |              |              |  |

### Sezione 2
|  | Primo turno | Primo turno            | Primo turno            | Primo turno | Primo turno |  |  | Ultimo turno | Ultimo turno    | Ultimo turno    | Ultimo turno | Ultimo turno |  |
|  |             |                        |                        |             |             |  |  |              |                 |                 |              |              |  |
|  | 2           | Juan Mónaco            | 3                      | 6           | 7           |  |  |              |                 |                 |              |              |  |
|  |             | Simon Greul            | 6                      | 3           | 5           |  |  | 2            | Juan Mónaco     | Juan Mónaco     | 6            | 6            |  |
|  |             | Evgenij Korolëv        | Evgenij Korolëv        | 6           | 6           |  |  |              | Evgenij Korolëv | Evgenij Korolëv | 3            | 4            |  |
|  | 8           | Guillermo García López | Guillermo García López | 3           | 3           |  |  |              |                 |                 |              |              |  |

### Sezione 3
|  | Primo turno | Primo turno          | Primo turno          | Primo turno | Primo turno |  |  | Ultimo turno | Ultimo turno         | Ultimo turno | Ultimo turno | Ultimo turno |  |
|  |             |                      |                      |             |             |  |  |              |                      |              |              |              |  |
|  | 3           | Andreas Beck         | 6                    | 62          | 6           |  |  |              |                      |              |              |              |  |
|  |             | Alberto Martín       | 1                    | 7           | 3           |  |  | 3            | Andreas Beck         | 6            | 3            | 65           |  |
|  | 13          | Daniel Gimeno Traver | Daniel Gimeno Traver | 7           | 7           |  |  | 13           | Daniel Gimeno Traver | 1            | 6            | 7            |  |
|  |             | Denis Istomin        | Denis Istomin        | 5           | 64          |  |  |              |                      |              |              |              |  |

### Sezione 4
|  | Primo turno | Primo turno      | Primo turno      | Primo turno | Primo turno |  |  | Ultimo turno | Ultimo turno  | Ultimo turno  | Ultimo turno | Ultimo turno |  |
|  |             |                  |                  |             |             |  |  |              |               |               |              |              |  |
|  | 4           | Jan Hernych      | Jan Hernych      | 6           | 6           |  |  |              |               |               |              |              |  |
|  |             | Antonio Comporto | Antonio Comporto | 3           | 0           |  |  | 4            | Jan Hernych   | Jan Hernych   | 6            | 6            |  |
|  | 14          | Nicolás Massú    | 65               | 7           | 6           |  |  | 14           | Nicolás Massú | Nicolás Massú | 3            | 0            |  |
|  |             | Thomas Fabbiano  | 7                | 6           | 3           |  |  |              |               |               |              |              |  |

### Sezione 5
|  | Primo turno | Primo turno        | Primo turno        | Primo turno | Primo turno |  |  | Ultimo turno | Ultimo turno       | Ultimo turno       | Ultimo turno | Ultimo turno |  |
|  |             |                    |                    |             |             |  |  |              |                    |                    |              |              |  |
|  | 5           | Tejmuraz Gabašvili | Tejmuraz Gabašvili | 6           | 6           |  |  |              |                    |                    |              |              |  |
|  |             | Olivier Patience   | Olivier Patience   | 3           | 2           |  |  | 5            | Tejmuraz Gabašvili | Tejmuraz Gabašvili | 5            | 4            |  |
|  |             | Victor Crivoi      | Victor Crivoi      | 6           | 6           |  |  |              | Victor Crivoi      | Victor Crivoi      | 7            | 6            |  |
|  | 11          | Nicolás Lapentti   | Nicolás Lapentti   | 3           | 4           |  |  |              |                    |                    |              |              |  |

### Sezione 6
|  | Primo turno | Primo turno     | Primo turno     | Primo turno | Primo turno |  |  | Ultimo turno | Ultimo turno    | Ultimo turno | Ultimo turno | Ultimo turno |  |
|  |             |                 |                 |             |             |  |  |              |                 |              |              |              |  |
|  | 6           | Óscar Hernández | Óscar Hernández | 6           | 6           |  |  |              |                 |              |              |              |  |
|  |             | Pere Riba       | Pere Riba       | 3           | 2           |  |  | 6            | Óscar Hernández | 6            | 5            | 3            |  |
|  | 10          | Thomaz Bellucci | Thomaz Bellucci | 6           | 6           |  |  | 10           | Thomaz Bellucci | 2            | 7            | 6            |  |
|  |             | Andrej Golubev  | Andrej Golubev  | 4           | 4           |  |  |              |                 |              |              |              |  |

### Sezione 7
|  | Primo turno | Primo turno           | Primo turno           | Primo turno | Primo turno |  |  | Ultimo turno | Ultimo turno        | Ultimo turno | Ultimo turno | Ultimo turno |  |
|  |             |                       |                       |             |             |  |  |              |                     |              |              |              |  |
|  | 7           | Juan Carlos Ferrero   | Juan Carlos Ferrero   | 6           | 7           |  |  |              |                     |              |              |              |  |
|  |             | Paul Capdeville       | Paul Capdeville       | 1           | 65          |  |  | 7            | Juan Carlos Ferrero | 7            | 4            | 5            |  |
|  | 12          | Miša Zverev           | Miša Zverev           | 6           | 6           |  |  | 12           | Miša Zverev         | 68           | 6            | 7            |  |
|  |             | Rubén Ramírez Hidalgo | Rubén Ramírez Hidalgo | 2           | 3           |  |  |              |                     |              |              |              |  |